# Hispaniolatopptyrann
Hispaniolatopptyrann (Myiarchus stolidus) är en fågel i familjen tyranner inom ordningen tättingar.

## Utbredning och systematik
Hispaniolatopptyrann delas in i två underarter:
- Myiarchus stolidus dominicensis – förekommer i Stora Antillerna i Västindien på öarna Hispaniola, Gonâve, Tortuga, Isla Beata och Grand Cayemite
- Myiarchus stolidus stolidus – förekommer på Jamaica

## Status och hot
Arten har ett stort utbredningsområde, men tros minska i antal, dock inte tillräckligt kraftigt för att den ska betraktas som hotad. Internationella naturvårdsunionen IUCN listar arten som livskraftig (LC).